# Гай, Хосе Аурелио
Хосе Аурелио Гай Лопес (исп. José Aurelio Gay López; род. 10 декабря 1965, Мадрид) — испанский футболист, игравший на позиции полузащитника; тренер.

## Карьера игрока
Родившийся в Мадриде Хосе Аурелио Гай начинал заниматься футболом в мадридском «Реале», выступая за его резервную команду «Кастилья». В тот же период он играл за молодёжную сборную Испании, в составе которой стал финалистом чемпионата мира среди молодёжных команд в 1985 году. На турнире Гай провёл пять из шести игр своей команды, а в шестой вышел на замену.
После четырёх сезонов во Втором дивизионе Гай перешёл в клуб Примеры «Эспаньол» летом 1988 года. Он забил два гола в 17 матчах своего первого сезона в главной испанской лиге, а его команда вылетела из элиты. Гай провёл один год с «Эспаньолом» в Сегунде, сумев при этом закрепиться в основном составе. Каталонцы за год вернулись в Примеру, а Гай в чемпионате 1990/91 с пятью мячами стал вторым лучшим бомбардиром команды после немца Вольфрама Вуттке.
Летом 1991 года Хосе Аурелио Гай перешёл в «Реал Сарагосу». Он сыграл свою роль в последующих достижениях клуба: победах в Кубке Испании 1993/94 и Кубке кубков УЕФА 1994/95. В сезоне 1994/95 Гай получил тяжёлую травму, после чего он играл нерегулярно и покинул команду в июне 1996 года.
Последние три сезона Гай провёл за клубы «Реал Овьедо» и «Толедо», в составе последнего он отыграл два года в Сегунде, появившись лишь в 43 матчах лиги. Он закончил свою карьеру футболиста в 1999 году в возрасте 33 лет.

## Тренерская карьера
Хосе Аурелио Гай начинал свою тренерскую карьеру в клубе «Толедо» с юношами, сразу же после того как завершил игровую карьеру в той же команде. Затем он тренировал целый ряд команд Сегунды и Сегунды B, в 1995 году получив тренерскую лицензию B, в 1996 году — A, в 2000 году — PRO. 12 декабря 2009 года Гай возглавил клуб Примеры «Реал Сарагоса», заменив на этом посту уволенного Марселино Гарсию Тораля.
Первая игра «Сарагосы» во главе с Гаем закончилась разгромным поражением со счётом 0:6 от мадридского «Реала», что сразу породило слухи о возможной замене его на Виктора Муньоса Гай всё же остался на своём посту, команда же, сделав ряд приобретений в зимнее трансферное окно, к середине февраля покинула зону вылета, в итоге заняв 14-е место в чемпионате.
В середине ноября 2010 года «Реал Сарагоса» занимал последнее место в Примере, и Гай был уволен. 12 декабря 2012 года, после более чем двухлетнего перерыва в тренерской карьере, возглавил сантандерский «Расинг».
Со второй резервной командой мадридского «Реала» в 2014 году Гай вылетел в Терсеру.